# Essivus
Essivus – przypadek w językach aglutynacyjnych i fleksyjnych oznaczający występowanie desygnatu w pewnym stanie, służenie w jakimś celu. Występuje w językach ugrofińskich, zwłaszcza węgierskim w dwóch formach i fińskim).

## Język fiński
Końcówką essivu w języku fińskim jest -na lub -nä. Wybór końcówki zależy od harmonii samogłosek. Ta sama końcówka obowiązuje w liczbie mnogiej. Przypadek podlega zjawisku wymiany stóp i zawsze występuje w stopie mocnej.
Przykłady:
- kuljettaja (kierowca) – kuljettajana (jako kierowca, w charakterze kierowcy)
- Hän lähetti rahaa kirjeenä – on wysłał te pieniądze listem (jako list)